# Mouvement européen Allemagne
Europäische Bewegung Deutschland
Le Mouvement européen-Allemagne est un réseau indépendant de tout parti politique rassemblant des organismes et des groupes d’intérêt actifs dans le domaine de la politique européenne. Il est membre du Mouvement européen. Fondé en 1949, son siège se situe aujourd'hui Berlin, dans le quartier de Mitte.
Le Mouvement coopère étroitement avec des organismes actifs au niveau national comme européen, en particulier le Gouvernement fédéral allemand et la Commission européenne. Il compte plus de 250 organisations membres, qui sont représentatives des différentes composantes de la société civile allemande : fédérations de professionnels, syndicats, organismes de formation, instituts scientifiques, fondations, partis politiques, etc.
En favorisant une coopération plus étroite entre ces différents acteurs politiques, le Mouvement européen-Allemagne œuvre en faveur de l’anticipation et de la coordination politique dans le domaine européen en Allemagne.

## Politique et activités
Le Mouvement Européen-Allemagne est une organisation enregistrée à but non lucratif, reconnue et soutenue par le ministère des Affaires étrangères et par le budget fédéral au niveau institutionnel. Il ne s'agit donc pas d'une organisation non gouvernementale au sens étroit du terme. Son statut juridique et sa relation institutionnelle avec le ministère des Affaires étrangères sont similaires à ceux du Goethe Institut et, en 2015, le Mouvement européen-Allemagne a conclu un accord-cadre avec le ministère des Affaires étrangères. Il travaille en étroite collaboration avec la division européenne du Foreign Office en ce qui concerne le contenu et l'organisation. En accord avec la Division européenne, certains concepts de communication européenne et de policy-planning ont été adoptés. Dans ce cadre, EM Allemagne propose à ses organisations membres des séances d'information sur des sujets européens. Les sujets abordés vont des discussions sur la procédure de consultation de la Commission aux événements d'information sur les décisions du Conseil européen.
L’organisation agit selon le concept de communication européenne et d'anticipation des développements européens. Dans ce cadre, elle propose régulièrement à ses membres des réunions d’information sur des thèmes européens, au cours desquelles sont abordés par exemple les résultats d’une consultation de la Commission européenne ou les conclusions d’un sommet européen. Le Mouvement européen-Allemagne assure également la sélection des étudiants allemands pour le Collège d’Europe à Bruges et Natolin et organise le Concours Européen (europäisches Wettbewerb), concours auquel participent chaque année plus de 70.000 lycéens.
En raison de l’hétérogénéité de ses membres, l’association ne peut pas toujours adopter une position tranchée. Les prises de position adoptées concernent surtout les conditions de la politique européenne allemande et des relations publiques européennes en général, ou répondent aux questions les plus fréquemment posées sur le futur de l’Union européenne.
Le réseau du Mouvement européen-Allemagne ne réunit pas des personnes mais des organisations : seules des personnes morales peuvent donc en devenir membre. Pour cette raison, il agit de concert avec les représentants des Länder et dispose d’un vote consultatif dans la coordination des relations publiques européennes du Gouvernement fédéral, du Parlement européen et de la Commission européenne. Avec les partenaires institutionnels du Ministère des Affaires étrangères allemand, le Mouvement Européen-Allemagne organise des évènements sous forme de dialogue réunissant des acteurs de l’Union européenne, des États fédérés, des régions ou encore de la société civile. Grâce à la multiplicité des « De-Briefings » et des analyses des développements européens organisés par le Mouvement européen-Allemagne, la coopération entre les organisations membres, les Ministères fédéraux et la Représentation en Allemagne de la Commission européenne s’est intensifiée. En récompense de ses initiatives et actions entreprises, le Mouvement européen-Allemagne a reçu l’EurActiv Award for Debating Europe Nationally, un prix décerné par le portail d’information européen EurActiv.
En tant que plus grand réseau de politiques européennes en Allemagne, le Mouvement Européen-Allemagne vise à renforcer l'intégration européenne à tous les niveaux politiques. Dans ce contexte, la prise en compte des différentes conceptions politiques de ses membres est particulièrement importante pour le Mouvement Européen-Allemagne. De plus, le Mouvement Européen-Allemagne s'appuie sur le consensus en matière de politique européenne dans la politique, la société et l'économie sur la base du droit européen. Afin de regrouper et de représenter les intérêts individuels de ses membres en tant qu'intérêts globaux, le Mouvement Européen-Allemagne formule chaque année des revendications politiques. L'adoption des revendications politiques est précédée d'un processus de consultation de plusieurs mois au sein des membres. Toutes les activités sont basées sur les statuts et la convention d'objectifs avec le Ministère des Affaires étrangères, décidée par le comité directeur et actualisée tous les trois ans.

## Organisation interne du Mouvement européen-Allemagne
Le mouvement comporte trois entités : l’Assemblée des membres (Mitgliedversammlung), le Conseil d’administration (Vorstand) et un Secrétaire général (Generalsekretär).
L’Assemblée des membres siège une fois par an. Elle réunit l’ensemble des organisations membres du Mouvement Européen Allemagne, qui disposent chacune d’une voix lors du vote.
Le Conseil d’administration gère les affaires courantes de l’association. Depuis 2018, sa présidente est Linn Selle. Les vice-présidents actuels sont Michael Gahler, Christian Petry et Barbara Lochbihler. Le trésorier est Peter Hahn. Le Secrétaire général est Bernd Hüttemann depuis 2003.
Le Mouvement européen-Allemagne compte également plusieurs présidents d’honneur : Hans-Dietrich Genscher, ancien Ministre des Affaires étrangères, Philipp Jenninger, Annemarie Renger, Walter Scheel, Rita Süssmuth et Wolfgang Thierse, anciens présidents du Bundestag, et Monika Wulf-Mathies, ancienne membre de la Commission européenne.

## Histoire du Mouvement européen-Allemagne
Le Mouvement européen-Allemagne est fondé le 13 juin 1949 à Wiesbaden en qualité de Conseil pour l’Allemagne du Mouvement européen international par l’ancien Président du Reichstag Paul Löbe.

### Les premières années
Bien que l’idée de la construction européenne émerge dès le XIXe siècle, elle n’a vraiment été mise en œuvre qu’après la fin de la Seconde Guerre mondiale. Son point de départ remonte au célèbre discours de Winston Churchill, véritable plaidoyer pour un nouvel ordre européen et une coopération entre les États redevenus démocratiques, prononcé à Zurich septembre 1946. C’est son gendre Duncan Sandys qui entreprend la mise en œuvre du projet : alors à la tête du United Europe Movement, il organise avec l’Union des fédéralistes européensle Congrès de la Haye dont l’objectif est la création ultérieure des Conseils nationaux du Mouvement européen. Ces Conseils devront par la suite se rallier à un Conseil international, actif au niveau européen : le Mouvement européen. Le congrès rassemble, du 7 au 10 mai 1948, près de 750 délégués venus de presque tous les pays d’Europe. Eugen Kogon, Président de l’Union des fédéralistes européens à partir de mai 1949, entreprend de fonder un Conseil du Mouvement européen pour l’Allemagne en invitant en janvier 1949 une centaine de personnalités publiques afin de constituer avec Duncan Sandys un Comité exécutif provisoire.
Le Conseil allemand du Mouvement européen est fondé le 13 juin 1949 à Wiesbaden. Lors de la réunion constituante sont élues 252 personnalités, membres de partis politiques ou autres institutions de la vie associative ouest-allemande par l’ancien Président du Reichstag Paul Löbe. Eugen Kogon assume quant-à-lui la fonction de Président du Comité exécutif et Hermann Brill celle de Vice-président. Parmi les membres se trouvent également Konrad Adenauer, Ludwig Erhard et Theodor Heuss.
À la suite de l'élection du premier Bundestag est créée, le 9 novembre 1949, la section parlementaire allemande du Mouvement Européen qui comporte, jusqu’en 1950, 244 élus. Sa présidence est assurée par Carlo Schmid, qui était déjà Vice-président du groupe parlementaire international du Mouvement Européen International.
Dès sa fondation, le Mouvement européen revêt un caractère non-partisan. Le financement des travaux du Conseil allemand s’effectue au moyen de subventions publiques: durant les premiers mois, il reçoit des fonds des Länder puis, à partir de 1950, il est financé par la Chancellerie fédérale.

### Développement et réformes
Le rôle du Conseil allemand du Mouvement européen s’affine petit à petit. Le Comité exécutif, sous la direction d’Eugen Kogon, siège régulièrement et prend position sur nombre de thèmes européens, notamment l’économie, la politique sociale, le droit et la culture. Il émet également des suggestions sur la coordination politique en matière européenne du gouvernement allemand. Avec la création du Centre européen de la culture à Genève et du Collège d’Europe à Bruges, il est chargé de la sélection des étudiants allemands, et organise la « journée européenne de l’école », créée en 1953 et rebaptisée en 1978 « concours européen », qui a pour objectif de faire réfléchir les lycéens sur l’intégration européenne. En outre, il tente de mobiliser des personnalités allemandes en participant à des congrès internationaux ainsi qu’en organisant des sondages d’opinion, des manifestations ou des campagnes d’informations à destination de la presse et de ses organisations membres.
Bien que l’intégration européenne ait franchi un pas décisif lors de la mise en œuvre de la Communauté européenne du charbon et de l'acier (CECA) en 1951 et de la signature des traités de Rome pour la création de la Communauté économique européenne et Euratom en 1957, des divergences d’opinion considérables se dessinent, aussi bien entre les conseils nationaux du Mouvement européen qu’à l’intérieur de sa section allemande, au sujet de l’avenir de l’Europe, notamment la nécessité d’établir une constitution à l’échelle du continent.
La manière peu transparente de présider d’Eugen Kogon conduit Ernst Friedlaender à lui succéder et à entreprendre une réforme de l’association. Il tombe cependant malade et doit abandonner sa fonction. Hans Furler lui succède en 1958.

### Les années 1960 et 1970 sous le signe du Parlement européen
Au cours des années 1960, les sections allemandes du Mouvement européen et de l’Union des fédéralistes européens consolident leurs activités, notamment grâce à l’établissement d’un service de presse commun. Durant les années 1960 et 1970, nombre de personnalités réclament un renforcement des compétences du Parlement européen ainsi que l’élection de ses députés au suffrage direct. Leur souhait est exaucé en 1970, et l'organisation entreprend de communiquer sur le rôle de l’institution via des campagnes plus proches des citoyens mettant l’accent sur la participation électorale et les informations sur les regroupements de partis au sein de l’hémicycle.
Parallèlement, le nombre d’associations membres du Conseil allemand augmente de façon stable et des sections locales se créent : il en existe déjà 14.

### La victoire sur l’«eurosclérose» des années 1980
Bien que le nombre de membres du Conseil allemand augmente de façon régulière, ce dernier est en butte à des problèmes d’ordre financier de plus en plus fréquents, à tel point qu’il doit fermer son service d’information. De façon plus générale, les années 1980 sont caractérisées par une (certaine) « eurosclérose » déclenchée par les controverses liées aux subventions accordées par la Politique agricole commune (PAC) et plus particulièrement le budget de la Communauté européenne. Ces controverses ont notamment gêné les activités du Conseil allemand. La crise perdure jusqu’en 1987, date de l’entrée en vigueur de l’Acte unique européen, suivie de celles des traités de Maastricht (1993) et d’Amsterdam (1999). Dans ce contexte, le Gouvernement fédéral et le Conseil allemand du Mouvement Européen coopèrent de façon toujours plus étroite afin de transmettre l’information et d’alimenter la discussion sur les questions de politique européenne.

### Les innovations des vingt dernières années
Au cours des années 1990, le nom de l’organisation change afin de se conformer au modèle des autres sections nationales du Mouvement européen. Le Conseil allemand s’appelle désormais Mouvement européen-Allemagne (Europäische Bewegung Deutschland).
Les activités liées à l’éducation et aux médias se renforcent, entre autres grâce à la création du Prix « Femmes d’Europe » (Frauen Europas – Deutschland) en 1991 et aux nombreux débats suscités par la mise en place de l’Union économique et monétaire, du traité établissant une Constitution pour l’Europe et des élargissements successifs à l’Est. Dans ce dernier cas en particulier, le Mouvement Européen Allemagne façonne les travaux de la Convention sur l’avenir de l’Europe, grâce à un groupe d’étude, fondé en collaboration avec la section allemande de l’Union des fédéralistes européens, qui fournit une synthèse relative à une meilleure capacité d’action et une plus grande légitimité de l’Union européenne au Président de la Convention, Valéry Giscard d’Estaing.
À partir de 2004, l’expertise technique sur l’Union européenne est façonnée par le développement des concepts « Europa-Kommunikation und Europäischen Vorausschau » : communication européenne et anticipation des développements à échelle européenne.
Le bureau de Berlin ouvre à la fin des années 1990 et devient le siège de l’organisation. Depuis 2022, le bureau se trouve à Alt-Moabit à Berlin-Mitte.
En 2006, les statuts du Mouvement Européen Allemagne sont réformés en profondeur afin que, désormais, chaque organisation membre verse une cotisation annuelle et dispose d’un droit de vote lors de l’Assemblée des membres. Depuis, le nombre d’adhérents s’est élargi continuellement. Afin de faciliter leur accueil, le Conseil d’administration seul peut valider leur adhésion.
Les enquêtes auprès des organisations membres sont un instrument relativement nouveau du Mouvement européen Allemagne. Depuis 2008, à l'occasion de chaque présidence du Conseil de l'UE, les membres sont interrogés sur les thèmes qu'ils pourraient aborder. De 2012 à 2015, le Mouvement européen Allemagne et EurActiv ont mené une enquête annuelle sur les intérêts en matière de politique européenne. En 2011, le format "Dialogue avec les rapporteurs du PE" a été introduit afin de souligner l'importance croissante du Parlement européen dans le processus législatif. Depuis l'automne 2012, un format de dialogue a été mis en place avec le ministre d'État européen au Ministère des Affaires étrangères.

### Les présidents du Mouvement européen-Allemagne depuis 1949
- Paul Löbe, président du Bundestag, 1949–1951
- Eugen Kogon, 1951–1953
- Ernst Friedlaender, 1954–1958
- Hans Furler, 1958–1966
- Ernst Majonica, 1966–1976
- Horst Seefeld, ancien eurodéputé, 1976–1980
- Walter Scheel, ancien président du Bundestag, 1980–1985
- Philipp Jenninger, ancien président du Bundestag, 1985–1990
- Annemarie Renger, ancienne présidente du Bundestag, 1990–1992
- Hans-Dietrich Genscher, ancien ministre des Affaires étrangères, 1992–1994
- Rita Süssmuth, ancienne présidente du Bundestag, 1994–1998
- Wolfgang Thierse, ancien président du Bundestag, 1998–2000
- Monika Wulf-Mathies, membre de la Commission européenne, 2000–2006
- Dieter Spöri, ancien ministre, 2006
- Rainer Wend, ancien membre du Bundestag (SPD), 2012-2018
- Linn Selle, depuis 2018

### Secrétaires généraux du Mouvement européen-Allemagne depuis 1949
- Walter Hummelsheim, 1949–1952
- Ernst Günter Focke, 1952–1961
- Berthold Finkelstein, 1961–1963
- Karlheinz Koppe, 1963–1970
- Gerhard Eickhorn, 1970–1991
- Horst Brauner, 1991–1994
- Hartmut Marhold, 1994–2002
- Axel Schäfer, 2002–2003
- Bernd Hüttemann, depuis 2003

## Associations membres
Le Mouvement européen-Allemagne comprend en 2022 251 organisations membres. En amont de l’adhésion, le Conseil d’administration peut accorder à une association le statut de membre associé. L’intégration de cette dernière sera ensuite acceptée formellement lors de l’Assemblée Générale.